# Danny Dziuk

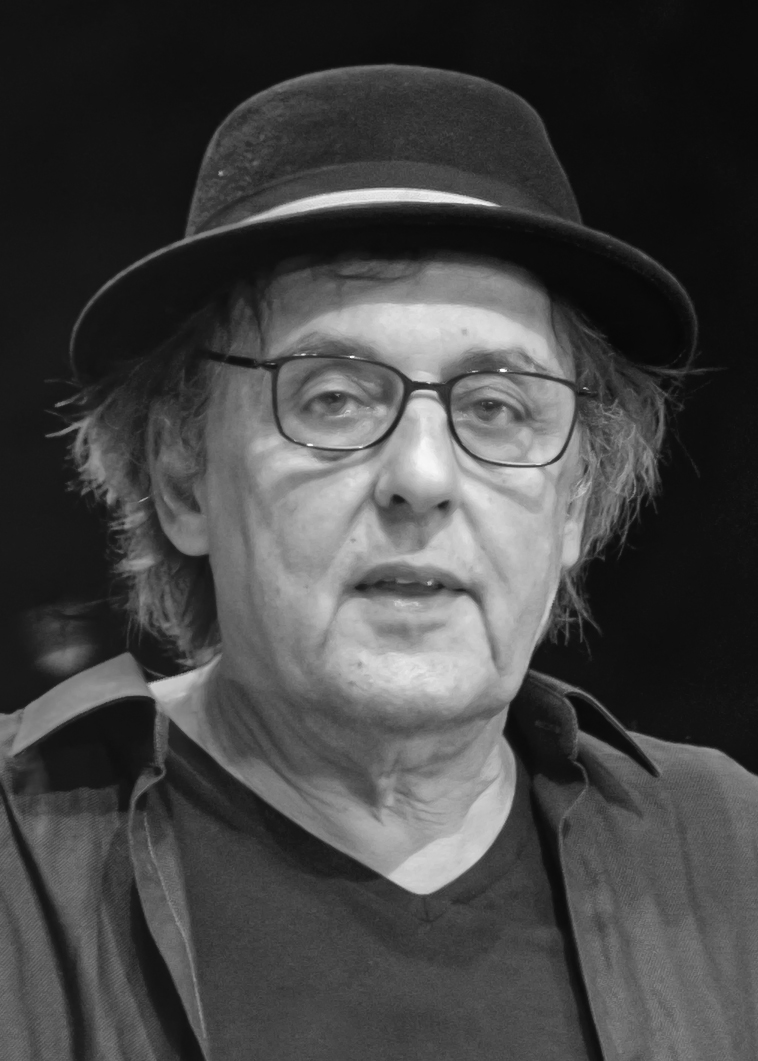
Danny Dziuk (2019)

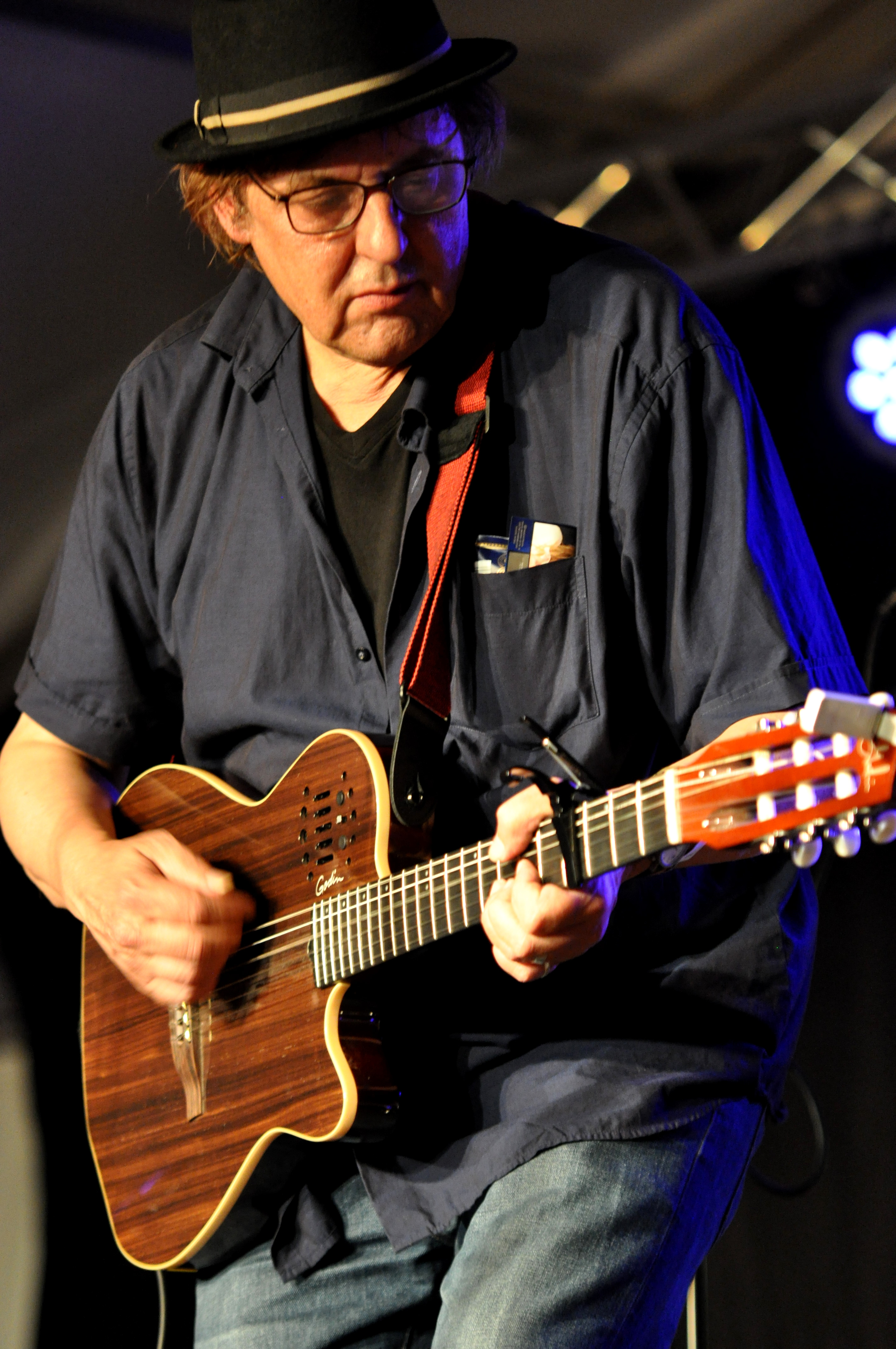
Danny Dziuk 2017 beim Liederfest auf der Burg Waldeck

Danny Dziuk (2008)

Danny Dziuk (* 31. August 1956 in Walsum, Kreis Dinslaken, heute Ortsteil von Duisburg) ist ein deutschsprachiger Songschreiber und Musiker. Er lebt seit 1980 vorwiegend in Berlin.
Neben Veröffentlichungen unter eigenem Namen und einem frühen Album unter Pseudonym existieren bislang sechs Alben unter dem Bandnamen Dziuks Küche. Dziuk verfasste zudem Songs und Chansons für andere Künstler wie Annett Louisan, Stefan Stoppok, Wiglaf Droste und Ulla Meinecke. Als Komponist schreibt Dziuk Filmmusik u. a. für den Münsteraner und Kölner Tatort. Seit 2011 ist er zudem als musikalischer Leiter in Axel Prahls Inselorchester aktiv.

## Diskografie

### Solo-Alben
- 1987 C’est La Vie Oder Was (als Danny Deutschmark[2])
- 1990 Danny Dziuk – Ich, du, er, sie, es
- 1995 Danny Dziuk – KairoMond
- 2016 Danny Dziuk – Wer auch immer, was auch immer, wo auch immer (BuschFunk)
- 2023 Danny Dziuk – Unterm Radar (BuschFunk)

### Dziuks Küche
- 1999 Dziuks Küche – Vom Tisch
- 2001 Dziuks Küche – Hauptsache Wind (Ulftone)
- 2003 Dziuks Küche – Du ziehst kein’ Hering mehr vom Teller (Ulftone)
- 2003 Dziuks Küche & Jerry Joseph – Öl
- 2005 Dziuks Küche – Gebet & Revolver (BuschFunk)
- 2007 Dziuks Küche – Live im Quasimodo (BuschFunk)
- 2008 Dziuks Küche – Freche Tattoos auf blutjungen Bankiers (BuschFunk)

### Mit anderen Künstlern
- 1990 Albert Mangelsdorff – Rooty Toot (als Instrumentalist)
- 1991 Stoppok – A’schklar (als Instrumentalist)
- 1991 André Herzberg – André Herzberg (als Instrumentalist)
- 1993 Stoppok – Happy End Im Lala Land (als Instrumentalist und Songschreiber)
- 1995 Stoppok – Silber (als Instrumentalist und Songschreiber)
- 1996 Wiglaf Droste – Wieso heißen alle plötzlich Oliver? (als Instrumentalist und Songschreiber)
- 1997 Stoppok – mit Sicherheit (als Instrumentalist und Songschreiber)
- 1999 Stoppok – Live (als Instrumentalist und Songschreiber)
- 2000 Stoppok – Neues aus Lala Land (als Instrumentalist und Songschreiber)
- 2001 Stoppok – W.E.L.L.N.E.S.S. (als Instrumentalist und Songschreiber)
- 2001 Wiglaf Droste – Das Paradies ist keine evangelische Autobahnkirche (als Instrumentalist)
- 2002 Fischer-Z – Ether (als Instrumentalist)
- 2003 David Todoran – Luck In This Life (als Instrumentalist)
- 2003 Wiglaf Droste – Das Grosse IchundDu (als Instrumentalist und Songschreiber)
- 2004 Stockholm Syndrome – Holy Happy Hour (als Instrumentalist und Songschreiber)
- 2007 Stoppok – Sensationsstrom (als Instrumentalist und Songschreiber)
- 2009 Stoppok – Auf Zeche (als Songschreiber)
- 2010 Stoppok und Worthy – Grundblues 2.1 (als Songschreiber)
- 2010 Shannon Lyon – This Love This Love (als Instrumentalist)
- 2011 Annett Louisan – In meiner Mitte (als Songschreiber)
- 2011 Axel Prahl – Blick aufs Mehr (als Produzent, Arrangeur, Instrumentalist und Songschreiber)
- 2014 Annett Louisan – Zu viel Information (als Songschreiber)
- 2016 Stoppok – Operation 17 (als Songschreiber)
- 2018 Axel Prahl – Mehr (als Produzent, Arrangeur, Instrumentalist und Songschreiber)
- 2020 Krazy – Seifenblasenmaschine (als Produzent, Arrangeur und Instrumentalist)

## Filmografie (Auswahl)

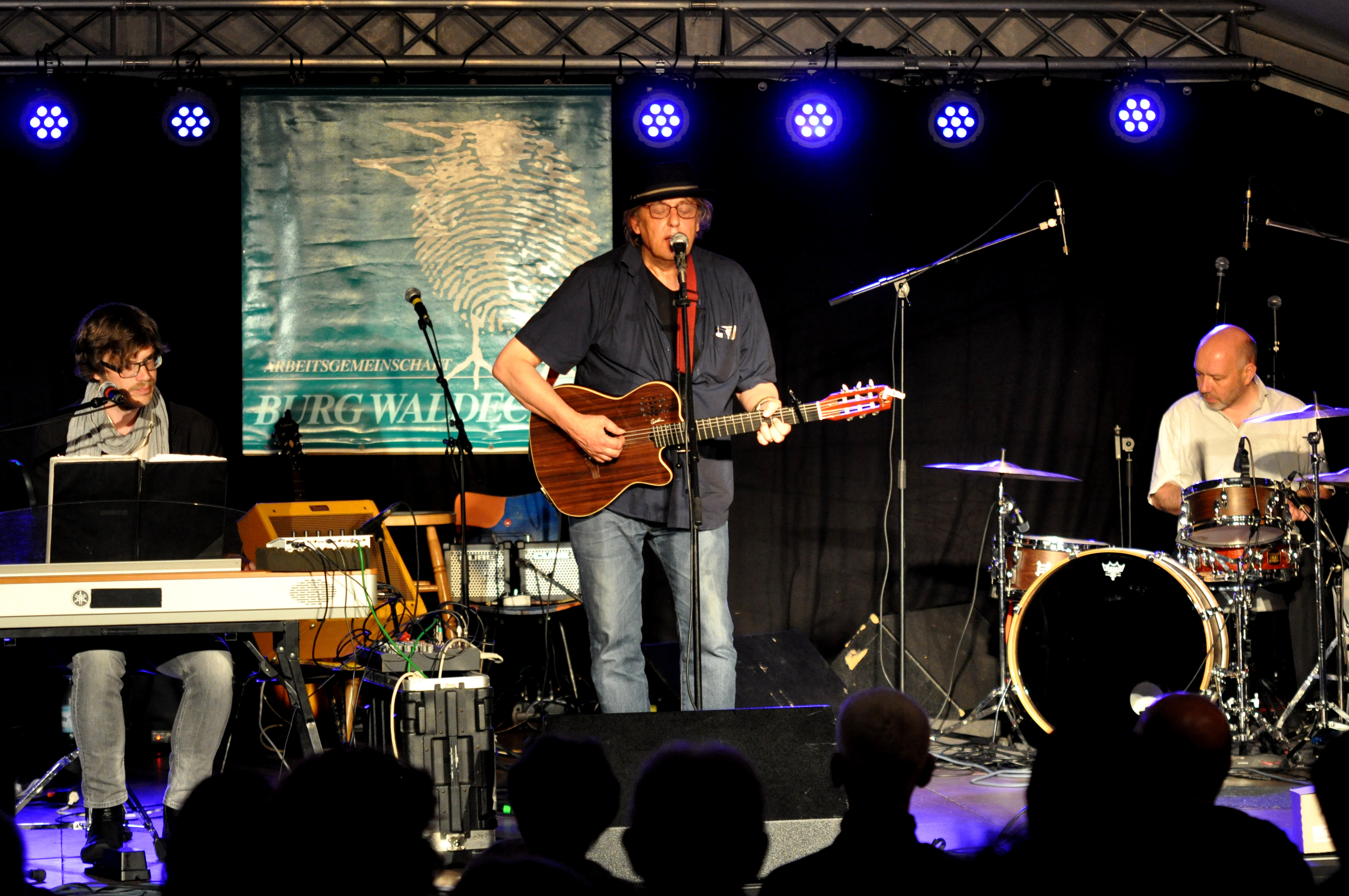
Danny Dziuk mit Band 2017 beim Liederfest auf der Burg Waldeck

- 2002: Pommery und Putenbrust
- 2003: Tatort – Bermuda
- 2004: Tatort – Hundeleben
- 2005: Schimanski: Sünde
- 2005: Tatort – Der doppelte Lott
- 2006: Pommery und Leichenschmaus
- 2007: Tatort – Ruhe sanft!
- 2008: Schokolade für den Chef
- 2009: Ein Schnitzel für drei
- 2012: Tatort – Hinkebein

## Auszeichnungen
- SWR Liederpreis (2002)
- Deutscher Kleinkunstpreis (2004)
- Preis der deutschen Schallplattenkritik (2006)
- Preis der deutschen Schallplattenkritik (2009)
- Jahrespreis der Liederbestenliste (2009)
- transVOCALE-Preis (2010)
- Deutscher Musikautorenpreis (2012)
- Preis der Deutschen Schallplattenkritik (2016)
- Album des Jahres der Liederbestenliste (2016)